# Michel Lobrot
Michel Lobrot, né le 22 janvier 1924 à Paris et mort le 21 mars 2019 à Sagonne, est un psychopédagogue  et universitaire français.

## Biographie
Michel Lobrot est né le 22 janvier 1924 à Paris. Il rentre chez les Dominicains en 1943, il ressort athée en 1949. De 1951 à 1956, il est professeur de lettres, de latin et de philosophie à Neuilly, à Domfront, à Strasbourg, puis à Gérardmer. Il est agrégé de philosophie en 1956. De 1956 à 1958, il enseigne la psychopédagogie à l'École Normale d'Arras.
De 1958 à 1969, il enseigne la psychologie de l'enfant au Centre national de pédagogie spéciale de Beaumont-sur-Oise (CNPS), créé en 1947 et disparu en 2002. Cette institution apportait une formation aux enseignants sur les enfants inadaptés. Il mène dans ce centre des expériences pédagogiques dans la ligne de la psychologie rogérienne. Il participe à un des courants, animé par Raymond Fonvieille, sur la pédagogie institutionnelle, avec  Georges Lapassade et René Lourau. Son premier ouvrage publié en 1966, aux éditions Gauthier-Villars, est consacré à ce sujet, et s'intitule La Pédagogie institutionnelle. L'école vers l'autogestion, avec une préface de Jacques Ardoino,. En parallèle, il est aussi professeur de civilisation française à la Sorbonne.
En 1969, il devient professeur au département des Sciences de l’éducation de l’Université Paris 8, au Centre universitaire expérimental de Vincennes, ne se consacrant plus à la Pédagogie institutionnelle, mais à l'animation non-directive de groupes.
Entre 1968 et 1973, il intervient en Espagne, à la demande du responsable de la mission de l'Unesco à Madrid[réf. souhaitée], dans les Instituts des sciences de l'éducation. L'Espagne faisait sa réforme Jules Ferry et établissait l'enseignement gratuit et obligatoire.
Il part en retraite anticipée en 1986. Il se concentre alors sur l'animation de conférences, de séminaires de formation, de groupes de thérapie, de groupes d'expression, en France, mais surtout à l'étranger[réf. souhaitée] : d'abord au Mexique, au Canada, en Grèce, puis en Argentine. Plus tard, il intervient également en Italie, au Maroc et en Algérie.

## Publications
- La pédagogie institutionnelle. L'école vers l'autogestion, Paris, Gauthier-Villars, 1966, 282 p.
- Vers une science de l'éducation, Paris, Sources de l’Éducation, 1966, 199 p.
- Les effets de l'éducation, Paris, ESF, 1971, 284 p.
- Troubles de la langue écrite et remèdes, Paris, ESF, 1972, 215 p. lire en ligne sur Gallica
- Pour ou contre l'autorité, Paris, Gauthier-Villars, 1973, 178 p.
- L'intelligence et ses formes, esquisse d'un modèle explicatif, Paris, Dunod, 1973, 336 p.
- Priorité à l'éducation, Paris, Payot, 1973, 197 p.[6]
- Lire avec épreuves pour évaluer la capacité de lecture, Paris, ESF, 1973, 107 p.
- Les effets de l'éducation, Paris, ESF, 1974
- L'Animation non-directive des groupes, Paris, Payot, 1974, 255 p. lire en ligne sur Gallica
- La libération sexuelle, Paris, Payot, 1975, 217 p.
- La lecture adulte (avec Daniel Zimmermann), Paris, ESF, 1975
- Lire, Paris, ESF, 1976
- Les difficultés sexuelles de l'adulte, Paris, ESF, 1978, 156 p.
- Les forces profondes du moi, Paris  Economica, 1983, 322 p. lire en ligne sur Gallica
- L’écoute du désir, Paris, Retz, 1989
- À quoi sert l'école ?, Paris, Armand Colin, 1992, 184 p.
- Le Choc des émotions, Château La Vallière, La Louvière, 1993, 289 p.
- La psychanalyse (avec Thierry Bonfanti), Paris, Hachette, 1995, 160 p.
- Désordre, Rupture, Échec (livre collectif dirigé par Robert Féger), Montréal, Presses de l’université du Québec, 1995
- Les pédagogies autogestionnaires (livre collectif), Paris, Ivan Davy, 1995
- L'anti-Freud, Paris PUF, 1996, 192 p. lire en ligne sur Gallica
- De la pedagogía a la psicoterapia grupal, Editorial LUMEN/HUMANITAS, 1998, 159 p.
- La experiencia grupal - Diario íntimo de un pscicoterapeuta (1976-1978), Editorial LUMEN/HUMANITAS, 1998, 287 p.
- Directivité et non directivité, Tétouan, Dossiers Pédagogiques, 2002, 42 p.
- Le mythe de l'identité - Apologie de la dissociation (avec Patrick Boumard et Georges Lapassade), Paris, Economica, 2006
- La puissance des rêves, Paris, L'Harmattan, 2009
- Le psychisme en mouvement, Paris, Publibook, 2016
- L’écologie humaine, Paris, Publibook, 2017
- Articles publiés dans les revues  Enfance, Raison présente, Revue française de pédagogie[7]